# Véronique Lacroix
Pour les articles homonymes, voir Lacroix.
Véronique Lacroix , née le 4 juillet 1963 à Chicoutimi, est une cheffe d'orchestre et directrice artistique québécoise.
Lauréate de plusieurs prix de direction d’orchestre, Véronique Lacroix fonde l’Ensemble contemporain de Montréal (ECM+) en 1987 pour travailler de près avec les compositeurs avant d’occuper, pendant quelques années, la direction artistique de plusieurs formations symphoniques au Québec et en Ontario. Passionnée par la création canadienne, elle s’y consacre désormais entièrement et découvre, au fil des ans, des dizaines de jeunes compositeurs qu’elle révèle au grand public par le biais du projet Génération de l’ECM+.
Les spectacles thématiques qu’elle intègre en premier lieu à la programmation de l’Ensemble constituent le cœur de cet orchestre visant à faire connaître la musique contemporaine au public le plus large possible. Dans une approche multidisciplinaire qui présente la création musicale dans un concept proche de « l’art total », le spectateur vit une expérience immersive multi sensorielle propice à la réception d’idées et de sonorités nouvelles.
Parallèlement à son travail avec l’ECM+, Véronique Lacroix dirige avec plaisir depuis 1995 les jeunes virtuoses du Conservatoire de musique de Montréal où ses qualités de pédagogue sont reconnues. De plus, elle rejoint chaque été l’Académie d’Orford Musique au Québec, pour y diriger le stage de musique contemporaine auprès de compositeurs complices de longue date, dont Ana Sokolović avec laquelle elle collabore depuis 1996.